# Somvarpet
Somvārpet är en ort i Indien.   Den ligger i distriktet Kodagu och delstaten Karnataka, i den södra delen av landet, 1 800 km söder om huvudstaden New Delhi. Somvārpet ligger 1 133 meter över havet och antalet invånare är 7 227.
Terrängen runt Somvārpet är kuperad västerut, men österut är den platt. Runt Somvārpet är det ganska tätbefolkat, med 239 invånare per kvadratkilometer. Närmaste större samhälle är Kushālnagar, 19,5 km sydost om Somvārpet. I omgivningarna runt Somvārpet växer i huvudsak städsegrön lövskog.